# Messor atanassovii
Messor atanassovii is een mierensoort uit de onderfamilie van de Myrmicinae. De wetenschappelijke naam van de soort is voor het eerst geldig gepubliceerd in 1982 door Atanassov.